# Simeyrols
 Simeyrols  (en occitano Cimairòls) es una población y comuna francesa, situada en la región de Aquitania, departamento de Dordoña, en el distrito de Sarlat-la-Canéda y cantón de Carlux.

## Demografía
| 153 | 160 | 180 | 162 | 185 | 189 |
| Para los censos de 1962 a 1999 la población legal corresponde a la población sin duplicidades (Fuente: INSEE [Consultar]) |     |     |     |     |     |